# Newfoundland (Londres)
Le Newfoundland est un gratte-ciel résidentiel de 220 mètres en construction dans le quartier de Canary Wharf à Londres au Royaume-Uni. Son ouverture est prévue pour l'hiver 2020-2021. 